# 리니어 모터카

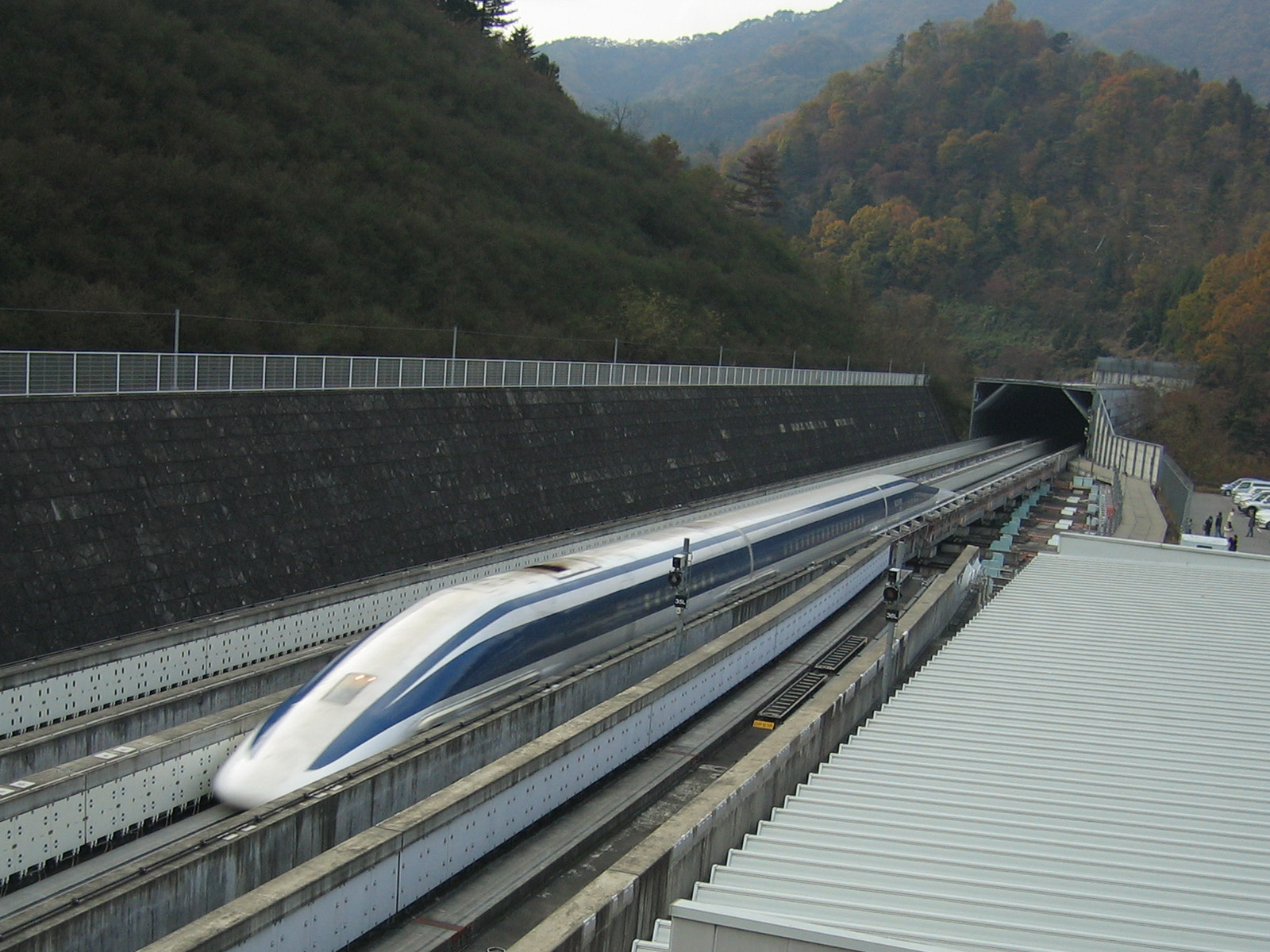
JR식 자기부상열차 현재는 L0계로 시범 운행 중

리니어 모터카(Linear motor car)란 자력의 레일 위를 떠서 달리는 열차로, 직역하면 '직선 동력 열차'가 된다. 보통 전동차의 모터는 자석이 회전하여, 이 회전력을 차축(車軸)에 전달해서 전차를 달리게 하고 있다. 이 자석의 힘을 직선적으로 끄는 힘, 미는 힘으로 이용하면 어떨까 하는 것이 리니어 모터를 구상하게 된 시작이었다. 그런데 현재 리니어 모터카라고 하면 열차가 부상(浮上)해서 달린다는 것이 일반적인 생각이다. 바퀴의 마찰 저항을 없앤다는 생각에서 리니어의 발상이 비롯되었기 때문일 것이다. 처음에는 공기 쿠션으로 부상시키는 것도 고려되었으나, 차츰 자력(磁力)으로 들어올리는 방식이 유력해졌다. 먼저 열차의 자기 부상의 원리를 살펴보자. 자기끼리는 서로 끌어당기기도 하고 반발하기도 한다. S와 N, N과 S가 서로 끌어당기는 힘을 이용한 것이다.
차량의 초전도 자석이 2열로 깔린 궤도 코일(알루미늄 제로 직사각형. 간단히 들어올릴 수 있다) 위로 들어오면, 이것과 반발하는 형태의 자기장이 유발된다. 이 유발 자기장을 이용하여 초전도 자석과의 반발력으로 전차를 부상시키는 것이다. 다만 궤도 코일에 생기는 자력의 세기는 초전도 자석이 들어오는 속도로 결정되며, 저속 시에는 부상하지 않는다. 이 동안은 열차의 차체 밑에 달린 고무바퀴로 달린다. 발착(發着) 때 약 700m 가량은 바퀴로 달리게 되는데, 거리는 프로펠러 비행기의 활주로 정도이므로 잠시 동안이며 그 동안의 승차감은 마치 모노레일을 탄 것과 같다. 부상했을 때에 약간 위로 뜨는 것 같은 느낌이 있으나 그 다음부터는 거의 흔들리지 않는다. 동력 기관이 없기 때문에 기계 소리가 전혀 없고 고속이기 때문에 바람을 가르는 소리만이 들릴 뿐이다. 전차를 부상시킨 것만으로는 아직 움직이지 않으며, 리니어 모터로 수평 방향으로 끌어야 움직인다. 이 추진은 차량의 양옆에 있는 지상 시설인 가이드웨이 측벽(側壁)에 배치된 코일로 하게 된다. 리니어 모터카에 필요한 전력의 95%는 이 양옆의 코일에 흐르게 하는 추진용 전력이다. 속도는 보내는 전류의 사이클에 의해서 결정되므로, 이 사이클도 서서히 변화시켜 간다. 이러한 모든 과정은 컴퓨터에 의해 이루어진다. 운전 장치는 차체에 없고 지상의 중앙제어 장치에서 감시하고 지령을 내며 변전소를 통하여 전류로 전차를 제어하는 것이다.

## 같이 보기
- 자기부상열차

## 참고 자료
- 이 문서에는 다음커뮤니케이션(현 카카오)에서 GFDL 또는 CC-SA 라이선스로 배포한 글로벌 세계대백과사전의 내용을 기초로 작성된 글이 포함되어 있습니다.